# Masako Shinpo
Masako Shinpo (jap. 真保正子 Shinpo Masako; ur. 22 stycznia 1913 w Uedzie, zm. 19 grudnia 1995) – japońska lekkoatletka, oszczepniczka.
Czwarta zawodniczka igrzysk olimpijskich w Los Angeles (z wynikiem 39,08).
Trzykrotna rekordzistka kraju:
- 38,20 (29 maja 1932, Tokio)[1]
- 39,08 (31 lipca 1932, Los Angeles)[1]
- 39,34 (1 listopada 1933, Tokio)[1]

## Rekordy życiowe
- Rzut oszczepem – 40,32 (1934)